# 1838 у літературі

## Події
- Весною Тараса Шевченка було викуплено з кріпацтва.

## Твори
- Твори Тараса Шевченка:
  - Думка (Тече вода в синє море)
  - Думка (Вітре буйний, вітре буйний!)
  - Думка (Тяжко-важко в світі жити)
  - Думка (Нащо мені чорні брови)
  - На вічну пам'ять Котляревському
  - Катерина
  - Тарасова ніч (6 листопада)
- Ода «Воззріння страшилища» С. Лисинецького

## Видання
- «Украинский сборник» — видання Ізмаїла Срезневського, для систематичної публікації художніх творів українських письменників, народної творчості, літописів і матеріалів з історії України. Це перше видання. У 1841 вийшло друге.

## Народилися
- Іван Нечуй-Левицький — український письменник.
- Веселовський Олександр Миколайович — російський літературознавець.

## Померли
- Котляревський Іван Петрович — український поет, драматург, основоположний нової української літератури